# Hylaeothemis indica
Hylaeothemis indica là loài chuồn chuồn trong họ Libellulidae. Loài này được Fraser mô tả khoa học đầu tiên năm 1946.